# José Yudica
José Yudica (Rosario, 26 febbraio 1937 – 23 agosto 2021) è stato un calciatore e allenatore di calcio argentino, di ruolo attaccante.
Dopo aver concluso la carriera da calciatore, giocando da punta anche con la divisa del Boca Juniors e vincendo un titolo in Colombia col Deportivo Cali nel 1969, diviene un allenatore. Nel corso della propria carriera da manager vince tre campionati argentini con tre squadre diverse (il Metropolitano 1978 col Quilmes, il Nacional 1985 con l'Argentinos Juniors e nel 1988 con il Newell's), vincendo anche  la Coppa Libertadores nel 1985 con l'Argentinos Jrs. Poche settimane dopo, Yudica perde ai rigori l'Intercontinentale contro i campioni d'Europa della Juventus dopo il 2-2 dei tempi regolamentari.

## Palmarès

### Giocatore
- Categoría Primera A: 1

Deportivo Cali: 1969
- Primera C: 1

Talleres: 1970

### Allenatore

#### Competizioni nazionali
- Campionato argentino: 3

Quilmes: Metropolitano 1978
Argentinos Juniors: Nacional 1985
Newell's Old Boys: 1987-1988
- Primera B Nacional: 1

San Lorenzo: 1982
- Liga de Ascenso de México: 1

Pachuca: 1995-1996

#### Competizioni internazionali
- Coppa Libertadores: 1

Argentinos Juniors: 1985